# Vestas V164

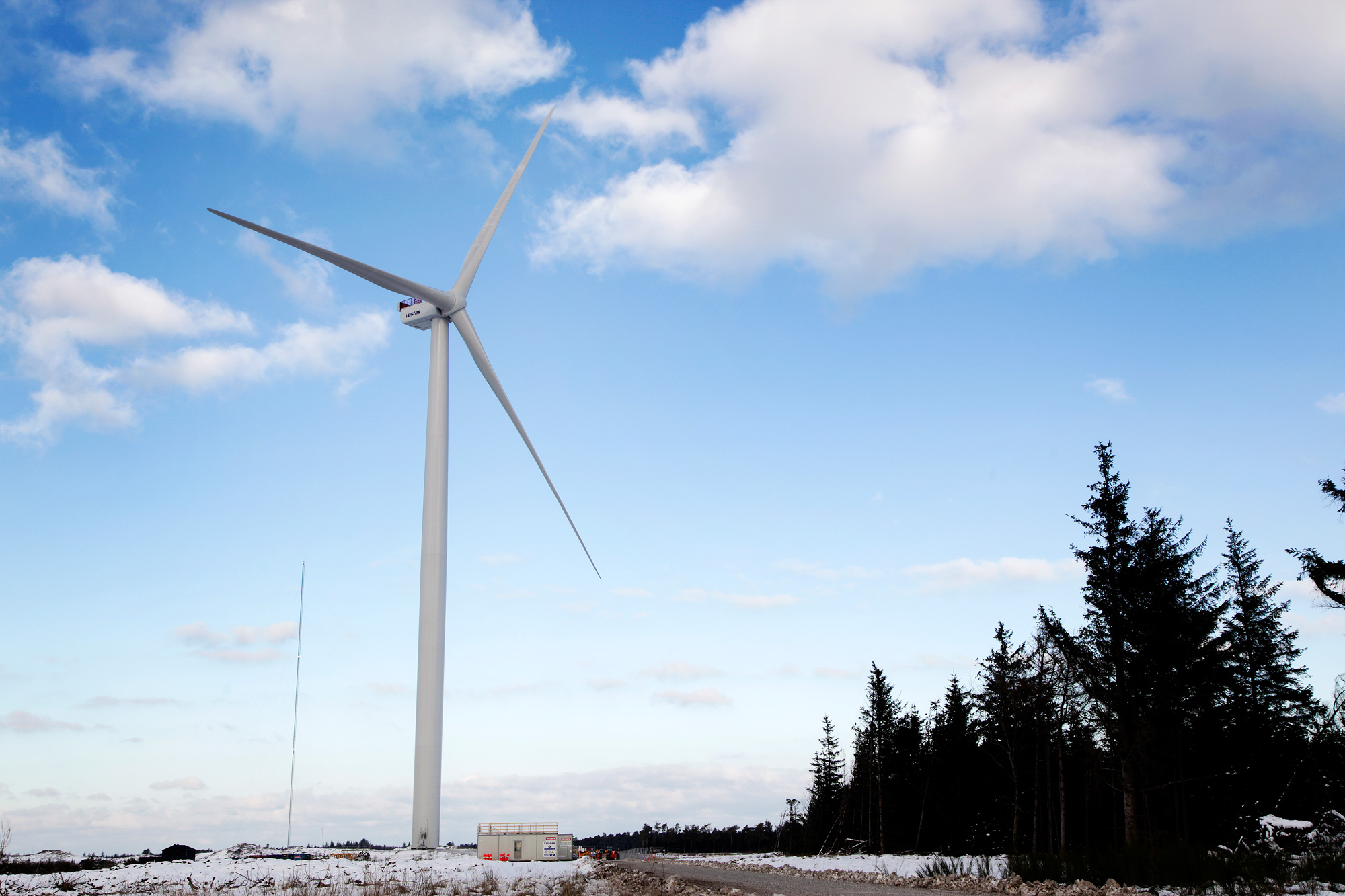
Vestas V164

La Vestas V164-8MW est une éolienne offshore tripale, produite par la société danoise Vestas, ayant une puissance nominale record de 8 MW. Le premier prototype a été installé dans le nord du Danemark en janvier 2014, et les premières unités industrielles de l'installation étaient prévue en 2016 au large de la côte du Royaume-Uni.
À compter de 2012, cette turbine offshore a la plus grande puissance installée prévue, diamètre de rotor de 164 m et la surface balayée de plus de 21 000 m². Chaque pale pèse entre 33 et 35 tonnes,. L’enjeu majeur pour le développement de ce modèle d'éolienne est de réduire les opérations et les coûts de maintenance. Appelé à l'origine le Vestas V164-7.0 MW, à 7 MW, la puissance a été augmentée pour s'établir à 8 MW.
Un premier prototype a été installé en novembre 2013 à Østerild. La tour est faite de plusieurs sections de 24 mètres de long et de 7 mètres de diamètre, chaque tronçon pesant plus de 200 tonnes. La nacelle pèse 390 tonnes. En tout, la turbine pèse 1 300 tonnes et est installée sur une fondation d'environ 4 000 tonnes. La hauteur totale pale à la verticale est de 220 mètres. Le prototype a produit de l'électricité pour la première fois en janvier 2014. Il a produit un record de 192 MWh les 24 premières heures grâce à des vents favorables. Le modèle est passé du stade de prototype à la production en 2014, quand DONG Energy a commandé 32 turbines (pour un total de 256 MW) pour l'extension de la Ferme d'éoliennes Offshore Burbo Bank (en) de 90 MW, au large de Liverpool. Les nacelles seront produites à l'Odense Steel Shipyard, ancien chantier naval au Danemark, tandis que les pales seront produites à l'usine Vestas de l'île de Wight. L'assemblage sera fait à Belfast,,. Les travaux ont débuté à l'été 2016.
En 2019, la turbine MHI Vestas V164 d'une puissance de 8,4 MW est installée sur le flotteur WindFloat développé par la société Principle Power. Il s'agit à cette date de la plus grande turbine au monde installée sur une fondation flottante.